# Walter Elsner
Walter Elsner (* 9. November 1901 in Reinsdorf (Sachsen); † 4. August 1945) war ein deutscher Kommunalpolitiker und Parteifunktionär (NSDAP).

## Leben
Elsner schloss sich nationalsozialistischen Ideen an, 1923 gründete er die NSDAP-Ortsgruppe in Reinsdorf. Er trat zum 25. Juli 1925 der neu gegründeten NSDAP bei (Mitgliedsnummer 12.310) sowie der SA. Elsner war einige Zeit als Bürgermeister in Bockwa tätig und wurde Reichshauptstellenleiter. Als solcher übernahm er im Oktober 1937 nach dem Wechsel von Hermann Gerischer nach Borna zunächst kommissarisch die Funktion des NSDAP-Kreisleiters in Pirna und blieb später bis 1945 in diesem Amt.
In der SA war er zuvor Obersturmbannführer der Standarte 133 in Zwickau und wurde als solcher anlässlich des Geburtstages Adolf Hitlers am 20. April 1936 zum SA-Standartenführer befördert.
Im November 1937 ernannte ihn Martin Mutschmann in Ausführung der Deutschen Gemeindeordnung zum Beauftragten der NSDAP für den Kreis Pirna.
Mit Wirkung zum 1. Januar 1941 wurde Elsner die Leitung des Gesamtvorstandes des Gebirgsvereins für die Sächsische Schweiz übertragen, die seit 1920 Prof. Dr. Karl Lampe innehatte. Unter Elsners Führung ist der Verein am 24. April 1941 in Elbgebirgsverein e.V. Sitz Pirna umbenannt und der Vorstand neu strukturiert worden.
In den letzten Kriegsjahren ab 1943 bis April 1945 war Elsner nach der Einberufung von Heinrich Salzmann zur Wehrmacht zunächst kommissarisch und ab 1. Dezember 1943 offiziell Gaupropagandaamtsleiter in Sachsen. Am 14. Februar 1945 gab er in Dresden die Kurznachrichten für die vom Luftkrieg betroffene Bevölkerung heraus.

## Schriften (Auswahl)
- Die Hitler-Jugend kämpft mit! In: Gauring Sachsen. Mitteilungsblatt für nationalsozialistische Propaganda und Volksaufklärung, Gaupropagandaamt Sachsen, Nr. 6, 1944, S. 17–19.
- Kurznachrichten für die vom Luftkrieg betroffene Bevölkerung, Dresden 1945.

## Schrift- und Bildquellen
- Sächsisches Staatsarchiv, Bestand 11848   NS-Gauverlag Sachsen GmbH, Zeitungstext- und Bildarchiv Nr. 1695